# Conasprella orbignyi
Conasprella orbignyi là một loài ốc biển, là động vật thân mềm chân bụng sống ở biển trong họ Conidae, họ ốc cối.
Giống như các loài trong chi Conasprella, chúng là loài săn mồi và có nộc độc. Loài này có một phụ loài: Conus orbignyi elokismenos Kilburn, 1975

## Hình ảnh

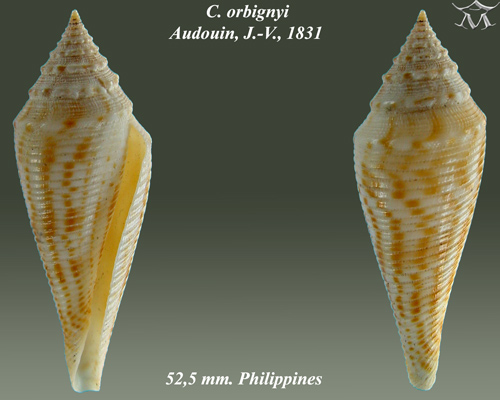